# National Portrait Gallery (Washington)
La National Portrait Gallery è un museo situato a Washington negli Stati Uniti, che raccoglie più di 19.400 opere nei campi della pittura, scultura, fotografia e disegno e documenta la diversità delle personalità che hanno plasmato gli Stati Uniti d'America e la loro cultura. Queste persone vengono presentate al visitatore in un'ampia varietà di arti visive e dello spettacolo. È l'unico museo negli Stati Uniti che combina storia, biografia e arte.
Un punto focale della collezione della galleria sono le rappresentazioni dei presidenti, che sono esposte nella Sala dei presidenti.
Fondato nel 1962 e aperto al pubblico nel 1968, la galleria fa parte della Smithsonian Institution. Il museo è ospitato nello storico Old Patent Office Building, così come lo Smithsonian American Art Museum.